# Megalotheca vaginalis
Megalotheca vaginalis är en insektsart som beskrevs av Heinrich Hugo Karny 1907. Megalotheca vaginalis ingår i släktet Megalotheca och familjen vårtbitare. Inga underarter finns listade i Catalogue of Life.